# 体育周报 (湖北)
《体育周报》由湖北日报报业集团于2000年1月1日创刊，进行全国发行的体育报纸。
《体育周报》是湖北日报报业集团惟一向全国发行的体育专业类报纸，发行量超过30万份。2011年12月29日，该报宣布停刊。